# Вулиця Стефанії Шабатури
Вулиця Стефанії Шабатури — вулиця у Франківському районі міста Львова, в місцевості Кульпарків. Сполучає вулиці Ярослави Музики та Лук'яна Кобилиці.

## Історія та назва
Вулиця Стефанії Шабатури виникла разом із сусідніми вулицями наприкінці 1950-х років. У 1965 році отримала назву Кулібіна бічна, на честь російського механіка-винахідника Івана Кулібіна. У 1993 році перейменована на пошану українського і російського художника Льва Жемчужникова, друга Пантелеймона Куліша та Тараса Шевченка.
18 серпня 2022 року, депутати Львівської міської ради перейменували 20 вулиць Львова. Зокрема, й вулицю Жемчужникова на вулицю Стефанії Шабатури, на пошану української художниці-килимарки, правозахисниці, члена Української Гельсінської групи Стефанії Шабатури. 
Вулиця Стефанії Шабатури забудована типовими для 1950-х років двоповерховими будинками барачного типу.